# Montagny-sur-Grosne
Montagny-sur-Grosne foi uma comuna francesa na região administrativa de Borgonha-Franco-Condado, no departamento Saône-et-Loire. Estendia-se por uma área de 7,17 km². Em 2010 a comuna tinha 90 habitantes (densidade: 12,6 hab./km²).
Em 1 de janeiro de 2019, passou a formar parte da nova comuna de Navour-sur-Grosne.